# 吳廷練
吳廷練（1914年3月12日—1990年），曾被翻譯作吳廷鑾，越南共和国首任总统吴廷琰的胞弟，1954年，在欧洲求学期间，就曾代表保大皇帝参加决定越南命运的日内瓦会议。吴廷琰掌权期间，他被派往英国任大使。1963年11月2日，吴廷琰及吴廷瑈在政变中遇害，吴廷瑾也遭到捕杀。兄弟中唯有吴廷練当时為南越駐英大使身在倫敦，以及吴廷俶（顺化教区总主教）在梵蒂冈参加教廷会议，而得以幸免。

## 生平
吳廷練1914年3月12日出生於越南中部承天省的福果（Phước Quả）。:6531923年－1926年間就讀於順化佩爾蘭學校。1926年－1931年間就讀於塞納-馬恩省的瑞伊學院。1956年3月，出任越南共和国驻英国首任大使，尚兼任越南共和国在比利时、荷兰的特使。直到1963年辞职。

## 外部鏈接
- Bài 4: Cựu Đại Sứ Ngô Đình Luyện Kể Bí Sử （页面存档备份，存于）

| 外交職務    | 外交職務                                        | 外交職務      |
| ----------- | ----------------------------------------------- | ------------- |
| 前任： 首任 | 第1任越南共和國駐英國大使 1956年3月－1963年11月 | 繼任： 武文牡 |